# Pedro Casella
Pedro Casella   (Uruguai, 31 d'octubre de 1898 - 18 de juny de 1971)

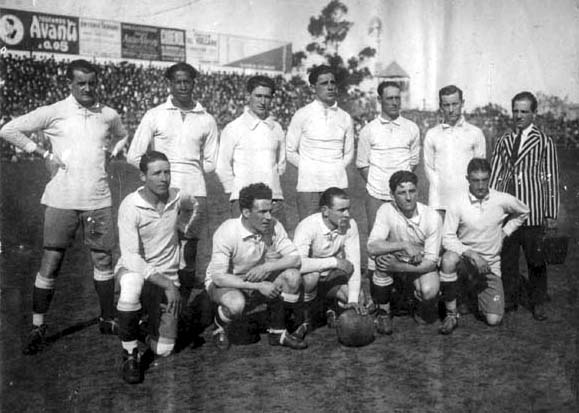
Selecció de l'Uruguai en el Campionat Sud-americà de 1923. Casella és el tercer començant per l'esquerra de la fila posterior.

va ser un futbolista uruguaià, que jugava de porter, que va competir durant la dècada de 1910 i 1920.
A nivells de clubs jugà al Belgrano (1918-1923), Universal (1924) i Rampla Juniors (1924-1926). Amb la selecció de futbol de l'Uruguai va jugar set partits entre 1921 i 1923. Va formar part de les seleccions que van jugar la Copa Amèrica de 1921, 1923 i 1924 i guanyà les edicions de 1923 i 1924. El 1924 fou seleccionat per disputar la competició de futbol dels Jocs Olímpics de París, on l'equip guanyà la medalla d'or, però ell no disputà cap partit.